# Sus scrofa moupinensis
Sus scrofa moupinensis é uma subespécie de javali nativa da China e do Vietnã. A subespécie foi descrita por Alphonse Milne-Edwards em 1871. Também ocorre no Sujuão. É provável ser o ancestral dos porcos domésticos. Existem variações significativas dentro desta subespécie e é possível que existam várias subespécies envolvidas.